# Polycope obtusa
Polycope obtusa is een mosselkreeftjessoort uit de familie van de Polycopidae. De wetenschappelijke naam van de soort is voor het eerst geldig gepubliceerd in 1954 door Hartmann.